# Verviers

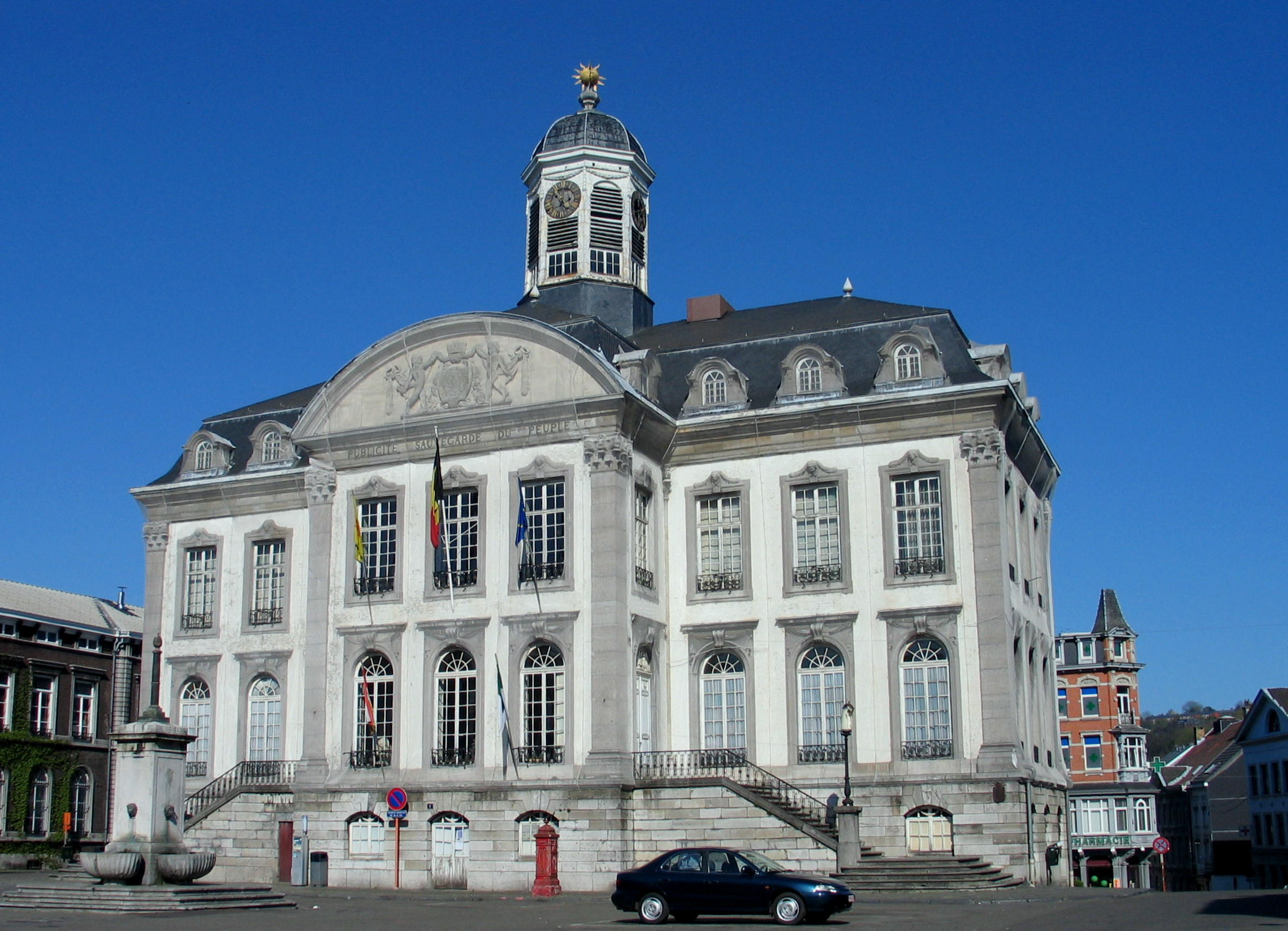
Stadshuset

Verviers vapen

Verviers läge inom provinsen Liège

Verviers är en stadskommun i provinsen Liège i regionen Vallonien i Belgien. Verviers har 55 111 invånare per 31 december 2019.